# Synergistetes
Synergistetes — група бактерій, що в 2007 році отримала статус відділу. Представники — грам-негативні анаероби, пов'язані із першим відкритим представником типу, Synergistes jonesii, що чітко відрізняються від решти типів бактерій. Вони широко розповсюджені в природі, хоча і складають незначну частину бактеріального суспільства в кожному конкретному середовищі. В ході еволюції вони пристовувалися до різних типів середовищ, і тому проявляють дуже широкий ряд фізіологічних і біохімічних характеристик, хоча всі культивовані представники мають здатність утилізувати амінокислоти. Вони знайдені в ротовій порожнині людини, де їх, здається, найбільше при деяких хворобах зубів і ясен. Вони також знайдені в кишечнику людини і інфікованих м'яких тканинах. Можливість викликати хвороби поки що невідома, і є предметом досліджень, перш за все з пошуку методів ідентифікації .